# Valdefresno
Valdefresno település Spanyolországban, León tartományban. Lakosainak száma 2335 fő (2024).

## Földrajza
Valdefresno León, Villaquilambre, Garrafe de Torío, Vegas del Condado, Villasabariego és Villaturiel községekkel határos.

## Népesség
A település lakosságának változását az alábbi diagram mutatja:
| Lakosok száma | 1777 | 1893 | 2001 | 2091 | 2046 | 2124 | 2167 | 2187 | 2280 | 2335 |
|               | 2001 | 2004 | 2007 | 2009 | 2012 | 2014 | 2017 | 2019 | 2022 | 2024 |